# Gustaf von Dickhuth-Harrach
Gustaf Hugo Friedrich Emil Dickhuth, depuis 1913 von Dickhuth-Harrach (né le 8 juillet 1856 à Breslau et mort le 21 mai 1932 à Potsdam) est un général d'infanterie prussien pendant la Première Guerre mondiale.

## Biographie

### Carrière
Fils d'un directeur de chemin de fer, Dickhuth étudie au lycée Sainte-Élisabeth dans sa ville natale. Après avoir obtenu son diplôme d'études secondaires, il s'inscrit à l'Université de Breslau pour le semestre d'hiver 1876/77. Le 5 octobre 1876, il devient renard dans le corps Marcomannia et s'engage en même temps comme volontaire d'un an dans le 11e régiment de grenadiers. Après avoir accompli son service, il passe au service actif de l'armée prussienne, est nommé enseigne portepée dans le 10e régiment de grenadiers et est promu au grade de sous-lieutenant par brevet du 10 octobre 1877. Son activité au sein du corps prend ainsi fin, mais les liens d'amitié restent intacts. Marcomannia lui décerne le 29 novembre 1886 le ruban du corps.
Le 19 janvier 1886, Dickhuth est muté au 36e régiment de fusiliers à Erfurt. En mars de l'année suivante, il est promu premier lieutenant et suit une formation complémentaire de trois ans à l'Académie de guerre. Il est ensuite affecté au service du grand état-major général. Avec sa promotion au grade de capitaine, il est d'abord agrégé à l'état-major général, puis à la mi-mai 1892, il est intégré à l'état-major général de l'armée, tout en étant maintenu au Grand état-major général. Fin mars 1893, il est transféré à l'état-major général du 17e corps d'armée. Nommé commandant de compagnie dans le 49e régiment d'infanterie, Dickhuth retourne au service des troupes fin janvier 1895. À la mi-décembre 1897, il est réintégré à l'état-major général de l'armée, est promu major début avril 1898 et reçoit en février 1900 l'ordre de la maison royale de Hohenzollern. De mi-juin 1902 à mi-septembre 1903, il travaille à l'état-major général du 1er corps d'armée à Königsberg. Puis, de nouveau muté au Grand État-Major, Dickhuth est d'abord chargé, le 22 mai 1904, des affaires d'un chef de division et fut nommé le 15 septembre 1904, lieutenant-colonel, chef de division au Grand État-Major. Le 22 avril 1905, il est nommé professeur militaire à l'Académie de guerre, d'où il est à nouveau muté le 14 juin 1906 au Grand État-major général en tant que chef de division. Le 22 mars 1907, il est nommé chef d'état-major du 17e corps d'armée à Dantzig et devient colonel le 14 avril 1907. Le 17 septembre 1909, il est muté à Stettin en tant que commandant du 2e régiment de grenadiers. Promu au grade de major général le 20 mars 1911, il prend en charge la 6e brigade d'infanterie de la 3e division d'infanterie, également stationnée à Stettin. Le 16 juin 1913, à l'occasion des 25 ans de règne de Guillaume II en tant que roi de Prusse, il est élevé à la noblesse héréditaire prussienne sous la forme nominative "Dickhuth-Harrach",.
En janvier 1914, à l'occasion de la fête de l'Ordre, Dickhuth reçoit l'étoile de l'ordre de la Couronne de 2e classe. Le 27 janvier 1914, sa promotion au grade de lieutenant général est suivie tout d'abord par son transfert aux officiers de l'armée, avec maintien de son domicile à Stettin, puis peu après par sa nomination au poste de gouverneur de Thorn. Après le déclenchement de la Première Guerre mondiale, il participe à la guerre de l'Est depuis Thorn en tant que général commandant à partir de février 1915. Le "corps Dickhuth", qui porte son nom, est placé sous les ordres du détachement d'armée sous Max von Gallwitz et est engagé dans l'offensive de la Narew. Mi-septembre 1915, il reçoit les épées de l'ordre de l'Aigle rouge de 2e classe avec feuilles de chêne et à la fin du mois le corps devient la 87e division d'infanterie. Dickhuth rend sa division le 5 juillet 1916 et prend en charge la 201e division d'infanterie, avec laquelle il continue à se battre sur le front de l'Est. Le 11 novembre 1917, il est nommé général commandant du commandement général adjoint du 1er corps d'armée.

Il se fait connaître par ses publications sur la science militaire et l'histoire de la guerre. Lors des voyages de l'empereur dans le nord, il est presque régulièrement appelé pour donner des conférences. Peu de temps après la fin de la Première Guerre mondiale, il écrit à son corps lors de la Révolution de novembre le 24. Novembre 1918 :

« Je ne peux malheureusement pas venir à la fête de la fondation en raison des circonstances de temps ... Entre-temps, j'ai volontairement quitté l'armée. A l'heure où j'ai appris que Sa Majesté avait renoncé au trône, j'ai présenté ma demande de départ et je n'ai continué à gérer les affaires que tant que j'ai eu l'impression que ma collaboration était nécessaire au maintien de la paix et de l'ordre. »

— G. v. Dickhuth-Harrach
. Dickhuth passe sa retraite dans sa bien-aimée Potsdam et meurt à l'âge de 76 ans. Lors des funérailles, Marcomannia est représentée par les trois officiers avec le drapeau du corps.

### Famille
Il se marie le 18 novembre 1882 avec Hedwig Rusche (né en 1857). Le couple a plusieurs enfants :
- Hanns-Wolf (né en 1883), capitaine prussien marié en 1909 avec Margarete Groß (née en 1888)
- Ilse (née en 1884) mariée en 1909 avec Gustav von Dippe (né en 1882), seigneur d'Alt-Haldensleben[13]
- Gerda (née en 1886) mariée en 1914 abec Karl Müller, officier prussien
- Johann (né en 1891), officier prussien

## Travaux
- Im Felde unbesiegt. Erlebnisse im Weltkrieg erzählt von Mitkämpfern. Band 1. Mit den Bildnissen der 27 Mitarbeiter, München 1921, 2. Auflage 1921.
- Im Felde unbesiegt. Erlebnisse im Weltkrieg erzählt von Mitkämpfern. Band 2. Mit den Bildnissen der 24 Mitarbeiter, München 1921, 2. Auflage 1922.
- Wie wir uns zur Fahne durchschlugen – Erlebnisse von Auslandsdeutschen und Seeleuten im Weltkrieg. F. J. Lehmann, München 1922.
- Potsdam. Mit 48 Federzeichnungen und einem farbigen Umschlagbild von Otto H. Engel sowie 12 Tafeln. Velhagen & Klasing, Bielefeld und Leipzig 1925.